# Gruppo delle Panie
Il gruppo delle Panie è un massiccio montuoso delle Alpi Apuane. Si trova in Toscana, provincia di Lucca.
È un gruppo di notevole interesse paesaggistico, alpinistico e geologico, che sorge al centro della catena Apuana a pochi chilometri dalla costa tirrenica. Il versante più pittoresco e fotogenico è quello che guarda verso la Garfagnana.

## Montagne
Le montagne principali del gruppo sono:
- Pania della Croce - 1.859 m
- Colle della Lettera - 1.730 m
- Pizzo delle Saette - 1.720 m
- Pania Secca - 1.711 m
- Omo Morto - 1.679 m
- Pania Verde - 1.499 m
- Torre Oliva - 1.430 m
- Colle Gorfigliette 1.412 m
- Monte Grotta Bianca - 1.173 m
- Piglionico - 1.145 m
- Groppa del Muflone - 1.130 m
- Monte Campanili - 867 m